# مانولو هيريرو
مانولو هيريرو (بالإسبانية: Manuel Herrero Galaso)‏ هو مدرب كرة قدم ولاعب كرة قدم إسباني في مركز الوسط، ولد في 28 يونيو 1970 في أندوخار في إسبانيا. لعب مع خيمناستيك طركونة وريال بلد الوليد وريال جيان ونادي غرناطة ونادي قرطبة ونادي مالقا.